# Guillermo Flichman
 (novembre 2020).
Guillermo Flichman est né en 1940, économiste franco-argentin, son travail est consacré à l’économie agricole, aux politiques concernant l’agriculture, l’environnement et les ressources naturelles. 

## Biographie
Guillermo Flichman est né en Argentine le 7 mars 1940 à Mendoza. Il étudie l’économie à l’Université de Buenos Aires, diplômé en 1970, il commence ses recherches au Centro de Estudios Urbanos y Regionales à Buenos Aires sur les thématiques liées à  l’économie agricole entre 1966 et 1974. Dans cette période, ses travaux se focalisent sur la recherche d’une explication au caractère extensif de l’agriculture dans la région de la Pampa en Argentine (voir ici et là). Et ses travaux théoriques portent sur la rente foncière en s’inspirant des économistes classiques, de David Ricardo et de Karl Marx. Ils aboutissent à la publication d’un livre La renta del suelo y el desarrollo agrario argentino aux éditions Siglo XXI. Guillermo Flichman publie également une étude pour donner une explication au caractère extensif des grandes exploitations agricoles en Argentine. Ses thèses font l'objet d'une polémique par Oscar Braun (article sur la controverse) et de plusieurs publications, notamment d'Andrés Ramírez Silva, Carlos Newland, Martín Fiszbein, Carla Gras et Valeria Hernández, Roy Hora, Luis Llambi, Susana Lerner, Hilda Sabato, Raúl Delgado Wise, Javier Balsa, E. R. Weiss-Altaner, Richard L. Harris ou de Guillermo O'Donnell.
En 1978, pour la première fois, il utilise un modèle de programmation mathématique pour tester ses hypothèses.
À partir de 1979, la bourse Guggenheim vient récompenser ses travaux et il poursuit ses recherches à l’Institut of Social Studies (La Haye) de 1980 à 1981.
Il s’installe en France et rejoint l’INRA de Montpellier en tant que chercheur invité de 1982 à 1983 puis le CIHEAM-IAMM Institut Agronomique Méditerranéen de Montpellier comme consultant, administrateur scientifique, professeur puis professeur émérite en 2007. Durant cette période, Guillermo Flichman dispense des cours sur la modélisation appliquée à l'analyse des politiques agricoles et d'environnement, dirige des thèses master dans le domaine de l'économie agricole et l'environnement au CIHEAM et des thèses doctorales à l'Université de Montpellier-I. Il participe à l’animation d’un séminaire de recherche « Modélisation de la production agricole de systèmes agraires » en collaboration avec Florence Jacquet et Kamel Louhichi. Et à l’IAM de Bari (Italie), il enseigne l’économie de l’irrigation de 1998 à 2007.

## Activité professionnelle d’enseignement et de recherche
Le travail d’enseignement et de recherche de Guillermo Flichman s’est focalisé sur les méthodes d’analyse et d’évaluation de politiques agricoles et environnementales. Le type d’approche utilisé est basée sur l’intégration de modèles biophysiques et économiques. Dans ce cadre, les travaux de Guillermo Flichman dans ce domaine sont parmi les plus cités dans le monde d'après le site Web of Science et les quatre articles les plus cités (plus de 500 fois) sont en lien avec le projet SEAMLESS dont il  était le coordinateur de l’équipe chargée de ce type de modélisation. Guillermo Flichman a une longue expérience de travail interdisciplinaire destiné à l’analyse et à l’évaluation de politiques agricoles, dans les pays développés et dans les pays en voie de développement, particulièrement en ce qui concerne la région méditerranéenne. Ce type d’approche permet aussi bien de faire des analyses prévisionnelles « ex ante » sur les impacts de politiques publiques, par la création des indices sur le coût-efficacité des différentes options de politique, que d’évaluer l’efficacité des politiques « ex post », en considérant les rapports entre les objectifs des politiques et les résultats obtenus.
Depuis 1989 il a organisé des formations sur les méthodes quantitatives d’analyse et évaluation de politiques agricoles et environnementales, aussi bien à l’IAMM de Montpellier qu’à l’Université de Montpellier-I et à l’IAM de Bari.
Il a organisé trois cours internationaux, dans le cadre d’un projet international de coopération, sur les modèles sectoriels agricoles destinés à l’analyse prévisionnelle et à l’évaluation des politiques agricoles dans la région méditerranéenne.
Dans la période 2002-2003, il mène la coordination d’un projet FAO sur l’évaluation macro-économique de l’irrigation au Maroc. Ce projet a permis de mesurer l’impact de la politique marocaine concernant l’irrigation sur l’ensemble de l’économie, au niveau régional. Il a été consultant pour la Division de Statistiques de la FAO pour l’amélioration du module concernant les ressources agricoles et pour les statistiques concernant les indicateurs agro-environnementaux.
Guillermo Flichman a coordonné ou participé activement dans les projets suivants :
- 2005 – 2009 SEAMLESS sur les méthodes quantitatives de modélisation de systèmes agricoles (EU Framework Programme 6, Global Change and Ecosystems)[25] ;
- 2009 – 2010 BECRA, contrat avec le Joint Research Center (JRC) de la Commission européenne (CE), concernant l’analyse des impacts du changement climatique au Mali et Burkina Faso ;
- 2011 – 2012 FSSIM-AFRICA, contrat avec le JRC de la CE, concernant l’élaboration d’un modèle destiné à l’analyse et évaluation des politiques agricoles en Afrique, avec une première application en Sierra Leone ;
- 2014 – 2016 DAHBSIM (Dynamic Agricultural Household Bio-economic Simulation Model). Ce projet était financé par International Food Policy Research Institute (IFPRI)[26].

## Thèmes et domaines de recherche
1. Les choix techniques et le caractère extensif de l'agriculture argentine (1967-1978).
2. La théorie de la rente foncière et son application à l'étude du développement de l'agriculture argentine (1970-1979)[27].
3. L'insertion de l'agriculture argentine dans le marché international (1980-1981).
4. Le marché de céréales et oléagineux dans la région méditerranéenne (1982-1986).
5. Les comparaisons internationales d'efficacité en agriculture (1987-1990).
6. Modélisation bio-économique[28] pour l'analyse d'impact des politiques agricoles et d'environnement[29],[30],[31],[32],[33],[34] (à partir de 1990)[35].

## Publications
Retrouver les publications de Guillermo Flichman sur le site ResearchGate et sur le site du CIHEAM IAMM.